# الکس کرنیتسینا

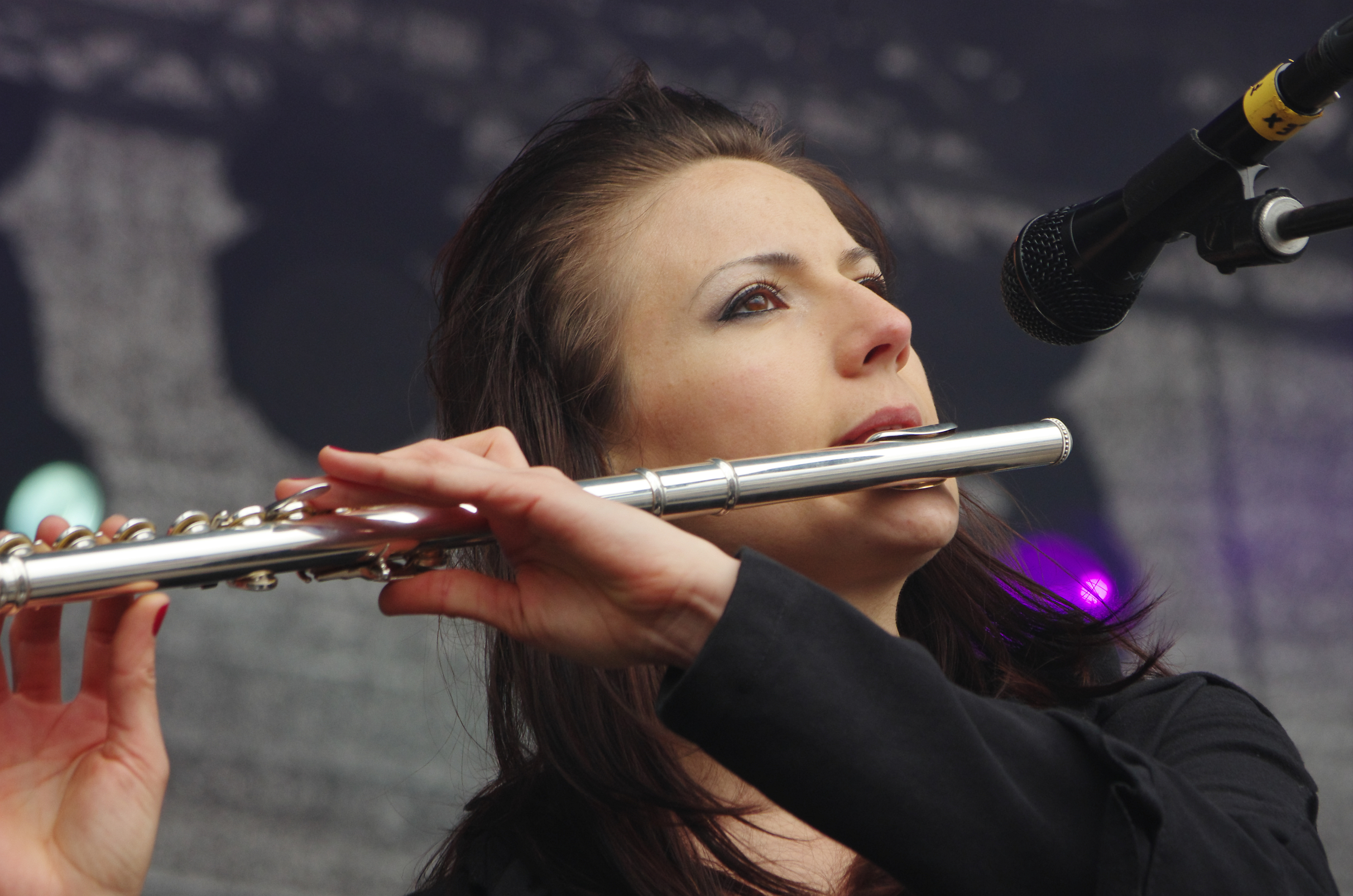
۲۰۱۳ در دورتموند

الکس کرنیتسینا (زاده ۱۹۸۲) نوازنده پیانو و فلوت آلمانی روسی‌تبار می‌باشد. او از ۶ سالگی تحت آموزش موسیقی بود و در حال حاضر مدرس موسیقی است. الکس کرنیتسینا تاکنون در چندین گردهمایی موسیقی هنرنمایی نموده‌است.